# Методический огонь
Методический огонь — порядок ведения огня из одного или нескольких артиллерийских орудий, при котором после команды каждый последующий выстрел происходит через одинаковый временной интервал.
В случае ведения огня по видимым целям методический огонь задействуется для определения уточняющих поправок каждому огневому средству. Он также применяется в ходе ведения огня по ненаблюдаемым целям, например, на разрушение фортификационных сооружений, при огневых налётах определённой продолжительности для поддержания цели в подавленном состоянии (см. огонь на подавление), при освещении местности в тёмное время суток. При этом промежуток времени между очередными выстрелами (темп методического огня) оценивается путём деления времени, в течение которого необходимо вести огонь, на установленную норму расхода боекомплекта. В случае использования методического огня для поражения видимых целей темп методического огня устанавливается в зависимости от возможностей средств артиллерийского наблюдения и засечки.